# Syntactische categorie
Syntactische categorie is in de syntaxis de overkoepelende term voor zowel constituenten die nog verder kunnen worden opgesplitst - zoals verbale constituenten en zelfstandignaamwoordgroepen -  als afzonderlijke lexicale categorieën (lexemen) waarbij verdere opsplitsing niet meer mogelijk is zonder gebonden morfemen te krijgen, zoals werkwoorden en zelfstandige naamwoorden. Een syntactische categorie in de grammatica komt over het algemeen overeen met een lexicale eenheid in de lexicologie.
In het Nederlands is het zinsdeel De goede man een voorbeeld van een syntactische categorie die zelf weer uit drie kleinere syntactische categorieën is opgebouwd. 